# Abdoulaye Hamani Diori
Abdoulaye Hamani Diori (29 de dezembro de 1945 - 25 de abril de 2011) foi um líder político e empresário nigeriano. Filho do primeiro presidente do Níger, ele travou uma luta militar política e abortiva contra o regime militar que derrubou seu pai. Com o retorno da democracia ao Níger, Abdoulaye tornou-se chefe do partido político de seu pai e manteve um lugar pequeno, mas influente, na vida política do Níger até sua morte em 2011. Abdoulaye era casado e tinha quatro filhos. Muçulmano, ele ganhou o honorável 'Hadji' depois de fazer a peregrinação a Meca. Ele morreu em 25 de abril de 2011 no National Hospital em Niamey, com 65 anos, após uma doença.

## Oposição e exílio
Abdoulaye era o filho mais velho do primeiro presidente do Níger, Hamani Diori, e fez campanha do exílio em nome de seu pai após o golpe de 1974 que removeu Diori do poder e resultou na morte de sua mãe. Enquanto exilado, Abdoulaye teve dois filhos fora do casamento com sua segunda esposa na Nigéria. Na década de 1980—após a libertação de seu pai da prisão e prisão domiciliar em 1984—Abdoulaye tornou-se líder político de um grupo rebelde armado de curta duração, a Frente Popular de Libertação do Níger (FPLN). A FPLN, composta principalmente por combatentes nigerianos tuaregues e sediada na Líbia, realizou um ataque armado a um arsenal na cidade de Tchintabaradeno, no norte de março de 1985, mas foi repelida pelas forças do governo. Após o ataque, o pai de Abdoulaye foi preso novamente para ser libertado somente após a morte do líder militar do Níger em 1987. Após a morte de Seyni Kountche, Abdoulaye retornou da Líbia, juntando-se ao pai e ao ex-líder político de Sawaba, Djibo Bakary, em reunião com o novo presidente Ali Saibou, anunciando uma anistia e uma série de reformas.

## Líder politico
Abdoulaye voltou à política quando o governo militar finalmente terminou em 1991 como líder do capítulo de Niamey do ex-partido de seu pai, o PPN-RDA. Ele rapidamente assumiu o cargo de vice-presidente do partido e sucedeu o professor Dan Dicko Koulodo como presidente eleito do PPN-RDA após a morte do primeiro. Sob sua liderança, o PPN-RDA permaneceu um partido marginal, trabalhando em coalizões com grupos maiores. Em 1995, Abdoulaye foi eleito para a Assembléia Nacional do Níger, trabalhando em coalizão com o então Primeiro Ministro do Níger, Mahamadou Issoufou. Diori foi escolhido como vice-presidente da Assembléia na época. Em 2004, ele retornou como ministro à Assembléia Nacional e foi eleito Presidente da Comissão de Defesa da Assembléia Nacional para a sessão de 2004 a 2008. Como seu pai, Abdoulaye Hamani Diori se candidatou a eleições representando os distritos eleitorais no departamento de Dogondoutchi, região de Dosso, centrada na cidade natal de sua mãe, Togone, e na cidade natal de seu pai, Soudouré, região de Dosso (que agora faz parte do distrito da Capital Niamey). Ele também esteve envolvido em várias empresas privadas, incluindo a companhia aérea Air Niamey. Abdoulaye se opôs à tentativa fracassada do ex-presidente Mamadou Tandja de estender seu mandato sob uma nova constituição em 2009 e apoiou o golpe de 18 de fevereiro de 2010 para depor Tandja, dizendo "O governo criou o ambiente para o golpe". apoiou Mahamadou Issoufou em sua tentativa bem-sucedida de se tornar o primeiro presidente da 7ª República do Níger em 2011. Ele foi nomeado ministro do governo como conselheiro especial do presidente em 7 de abril de 2011 e participou da inauguração do presidente em 6 de abril. Abdoulaye Hamani Diori morreu em Niamey aos 65 anos em 25 de abril de 2011 após uma doença. Ele deixou sua esposa e quatro filhos. Abdoulaye Hamani Diori foi enterrado em 26 de abril de 2011 ao lado de seu pai em Soudouré, após um cortejo fúnebre supervisionado pelo Presidente, Primeiro Ministro, Presidente da Assembléia Nacional e outros líderes políticos nigerianos.